# Galicyjska Kolej Transwersalna

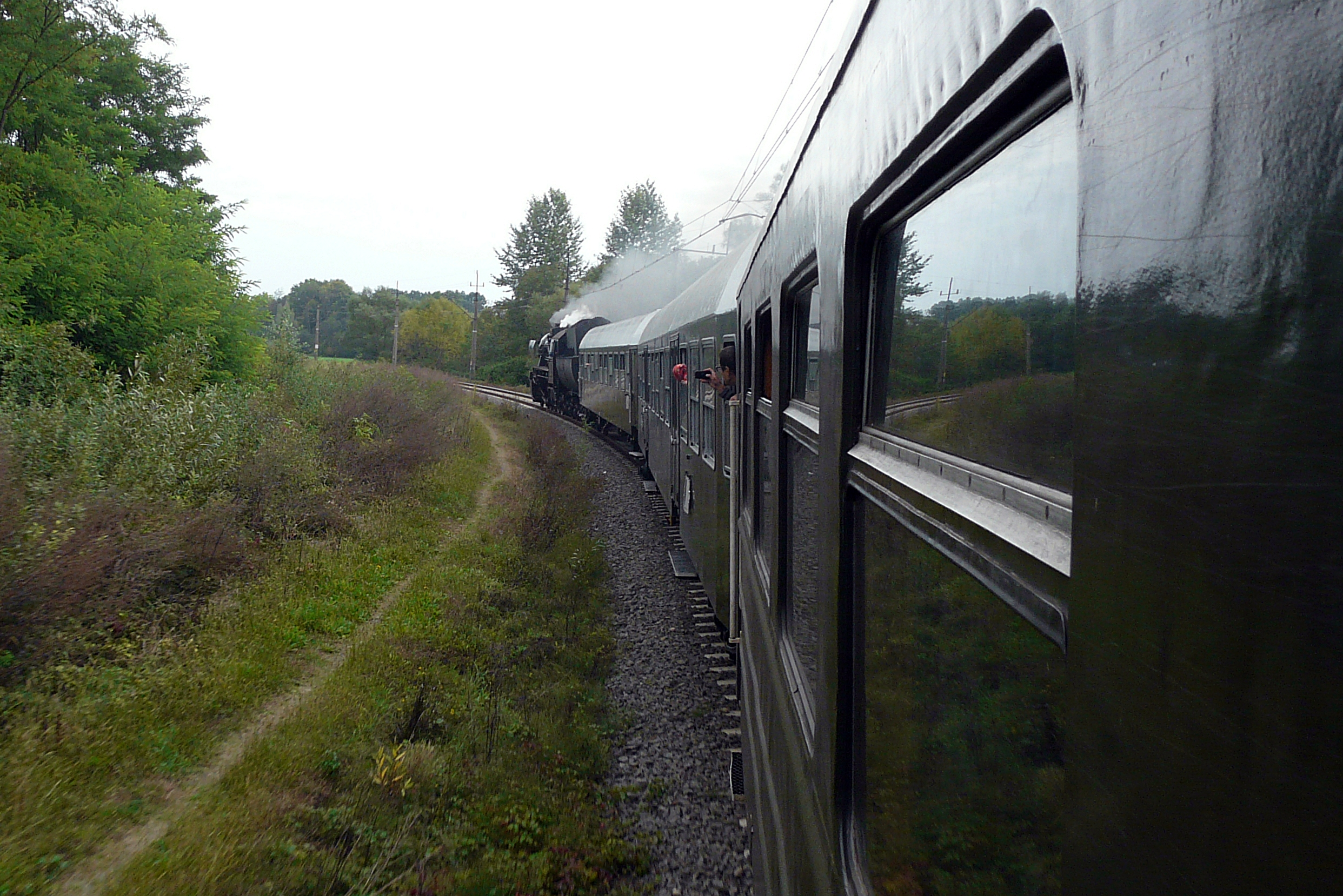
Pociąg retro na trasie Stróże-Biecz

Galicyjska Kolej Transwersalna (niem. Galizische Transversalbahn) – państwowa linia kolejowa, otwarta w 1884 w Galicji w Austro-Węgrzech. Przebiega równoleżnikowo z zachodu na wschód przez górskie obszary Karpat, równolegle do oddanej w roku 1851 drogi 28. Jej łączna długość wynosiła około 800 km. Linia kolejowa przecięła doliny najważniejszych rzek karpackich, stąd jej nazwa, od łacińskiego trans versalis – poprzeczna.

## Historia
Powstała w celu połączenia już istniejących tras o przebiegu równoleżnikowym i stworzenia nieprzerwanego ciągu komunikacji kolejowej z zachodu na wschód. Jej budowa miała głównie cel militarny – wybudowanie linii alternatywnej wobec głównej Kraków – Lwów Kolei galicyjskiej im. Karola Ludwika na wypadek wojny z Rosją. Miała również przyczynić się do zaktywizowania słabo rozwiniętych obszarów górskich. Stacjami końcowymi były Czadca na Węgrzech (obecnie na Słowacji) i Husiatyn (obecnie na Ukrainie). Główne dworce kolejowe znajdowały się w Żywcu, Suchej, Nowym Sączu, Jaśle, Krośnie, Sanoku, Zagórzu, Chyrowie, Samborze, Drohobyczu, Stryju i Stanisławowie.
Przed rozpoczęciem projektu Kolei Transwersalnej istniały trasy kolejowe:
- Zagórz – Krościenko – Chyrów (fragment Pierwszej Węgiersko-Galicyjskiej Kolei Żelaznej Łupków – Przemyśl, 1872),
- Kolej Dniestrzańska Chyrów – Sambor – Stryj (1872),
- Kolej Arcyksięcia Albrechta Stryj – Dolina – Stanisławów (1873),
- Nowy Sącz – Stróże (fragment linii Tarnów – Pławiec, 1876).

W ramach Kolei Transwersalnej w 1884 otwarto linie kolejowe o łącznej długości 577 km:
- Czadca – Zwardoń – Żywiec – Sucha – Chabówka – Limanowa – Nowy Sącz, z odgałęzieniami Sucha – Skawina – Podgórze (obecnie Kraków Płaszów) oraz Skawina – Oświęcim,
- Stróże – Jasło – Sanok – Zagórz, z odgałęzieniem do Gorlic,
- Chryplin (koło Stanisławowa) – Buczacz – Czortków – Husiatyn.

Cały szlak liczył łącznie 768 km.

## Stan obecny

### Polska
Obecnie (2021) ruch pasażerski odbywa się na liniach:
- Čadca – Żywiec – Sucha Beskidzka – Rabka Zdrój,
- (Krynica) – Nowy Sącz – Stróże – Jasło,
- Gorlice Zagórzany – Gorlice,
- (Rzeszów) – Jasło – Nowy Zagórz – (Komańcza) – (Łupków),
- Nowy Zagórz – Uherce.

Ruch pasażerski został wstrzymany na liniach:
- Rabka Zdrój – Nowy Sącz (wyłącznie ruch turystyczny prowadzony m.in. przez skansen w Chabówce[3] oraz lokalne Nowosądeckie Stowarzyszenie Miłośników Kolei z Nowego Sącza[4]),
- Uherce – Krościenko – Chyrów (Ukraina) – odcinek graniczny z zachowaną normalną szerokością toru.

### Ukraina
Ruch pasażerski odbywa się na liniach:
- Starżawa – Chyrów – Sambor (po szerokim torze 1520 mm),
- Sambor – Stryj,
- Iwano-Frankiwsk (Stanisławów) – Stryj,
- Drohobycz – Truskawiec.

Wyłączono z ruchu pasażerskiego odcinki:
- graniczny Krościenko – Starżawa (2009),
- Drohobycz – Borysław (2003),
- Buczacz – Czortków (2014).

Odcinek Stanisławów – Buczacz został fizycznie zlikwidowany przez hitlerowców w lecie 1944.

## Odniesienia
Poeta Janusz Szuber napisał wiersz Kolej Transwersalna 1884 wydany w tomiku poezji Pan Dymiącego Zwierciadła z 1996.